# Blätter aus der Walliser Geschichte
Die Blätter aus der Walliser Geschichte sind eine Schweizer Fachzeitschrift im Bereich der Geschichtswissenschaften. Sie erscheinen jährlich und veröffentlichen in deutscher Sprache Artikel zur Geschichte und Volkskunde des Kantons Wallis, insbesondere des deutschsprachigen Oberwallis. Der Vorläufer der Zeitschrift war die Walliser Monatsschrift für vaterländische Geschichte (Juli 1862 bis März 1865). Das Pendant für das französischsprachige Unterwallis sind die Annales valaisannes. Die dritte kantonale Publikationsreihe für Geschichte sind die Vallesia, das Jahrbuch des Staatsarchivs Wallis.

## Herausgeber und Inhalt
Die Zeitschrift wird seit 1889 vom im Vorjahr gegründeten Geschichtsforschenden Verein Oberwallis herausgegeben. Die ersten 19 Bände bestehen aus mehreren Jahrgängen, ab Band 20 entspricht jeder Band genau einem Jahrgang. Der erste Jahrgang erschien monatlich als Beilage zum Walliser Boten (wie es auch in den Statuten des Vereins vorgesehen war), danach erschienen die Jahrgänge als Jahreshefte.
Veröffentlichungen in den Blättern aus der Walliser Geschichte sind häufig in den Bereichen der Historiographie oder der Genealogie und Familiengeschichte angesiedelt, behandeln u. a. aber auch Themen wie Politik und Verwaltung, Verkehrswesen, Land- und Forstwirtschaft, Kirche und Religion. Wichtige Bereiche der Zeitschrift stellen Forschungen zu den Walsern oder Hans Anton von Rotens Viten der Landeshauptmänner des Wallis 1388–1798 dar. Auch die Sozialgeschichte des Oberwallis des beginnenden 20. Jahrhunderts ist ein wiederkehrendes Forschungsthema. Nicht zuletzt dient die Zeitschrift auch als Medium zur Publikation studentischer Abschlussarbeiten.